# سیارک ۱۷۲۵۲۵
سیارک ۱۷۲۵۲۵ (به انگلیسی: 172525 Adamblock، نامگذاری:2003TY1) صد و هفتاد و دو هزار و پانصد و بیست و پنجمین سیارک کشف شده‌است که در ۴ اکتبر ۲۰۰۳ کشف شد.